# Cybaeodamus ornatus
Cybaeodamus ornatus is een spinnensoort in de taxonomische indeling van de mierenjagers (Zodariidae).
Het dier behoort tot het geslacht Cybaeodamus. De wetenschappelijke naam van de soort werd voor het eerst geldig gepubliceerd in 1938 door Cândido Firmino de Mello-Leitão.